# Mail art

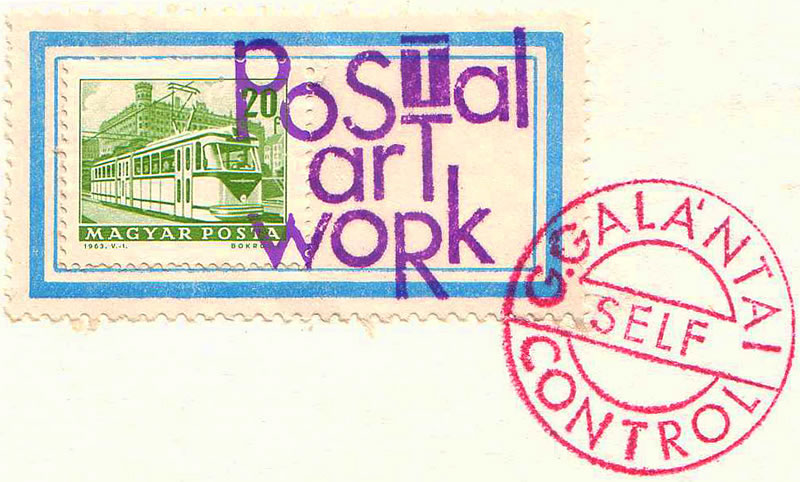
Mail art

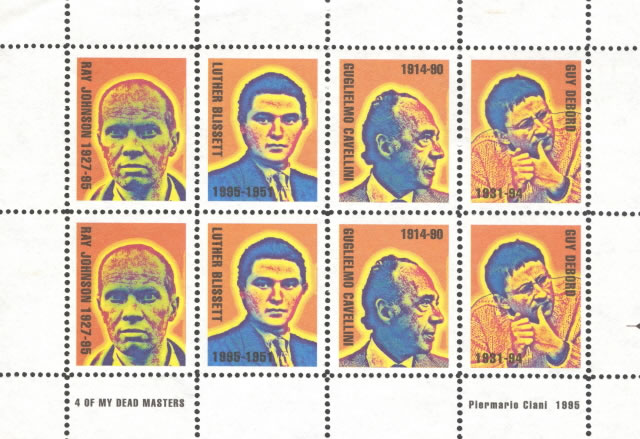
Detta verk är skapat av Piermario Ciani

Mail art (engelska för "postkonst") är en lekfull, men även seriöst menad genre inom konceptkonsten. Den startade under 1960-talet och går ut på att skicka konst genom postsystemet. 

## Karakteristik
Medier som allmänt används inom mail art är vykort, papper, kollage av hittade eller återvunna bilder och föremål, gummistämplar, konstnärskapade frimärken och färg, men det kan också vara musik, ljudkonst, poesi eller något annat som kan läggas i ett kuvert och skickas med post. Mail art anses vara konst när den väl skickas. Mail art-konstnärer efterlyser regelbundet tematisk eller aktuell mail art för användning i utställningar.
Mail art-konstnärer uppskattar samverkan med andra konstnärer. Konstformen främjar ett jämlikt sätt att skapa som ofta kringgår officiell konstdistribution och system för godkännande som konstmarknaden, museer och gallerier. Postkonstnärer förlitar sig på sitt alternativa "outsider"-nätverk som det primära sättet att dela med sig av sitt arbete, snarare än att vara beroende av förmågan att lokalisera och behålla utställningsutrymmen.
Mail art kan ses som att föregripa de cybergemenskaper som grundades på Internet.